# Quejigo moruno de la fuente de los perros

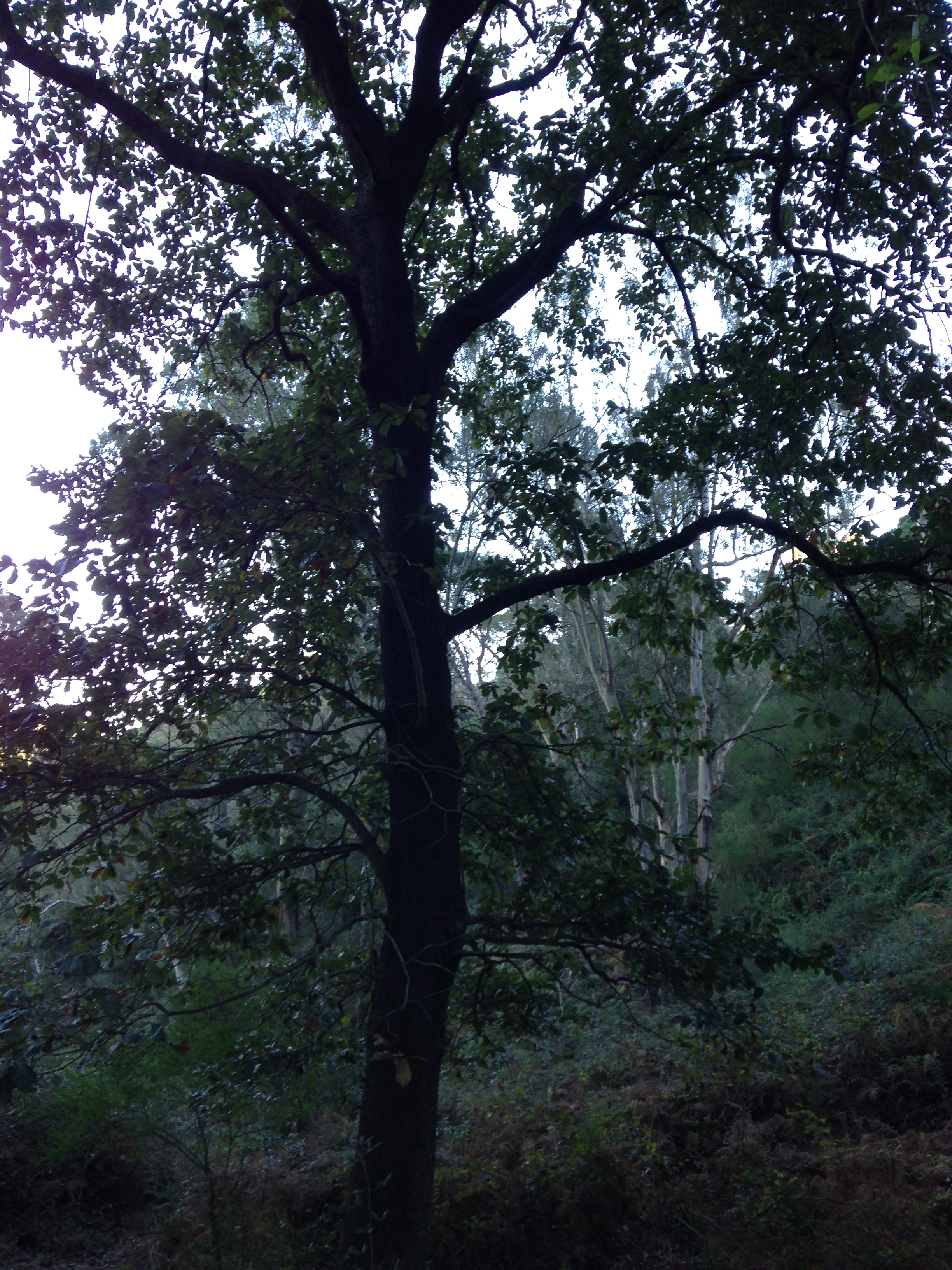
Vista del tronco

El quejigo de la fuente de los Perros es un ejemplar de quejigo moruno o roble andaluz (Quercus canariensis) situado en la ciudad de Ceuta (España), en el entorno de la pedanía de Benzú.

## Descripción

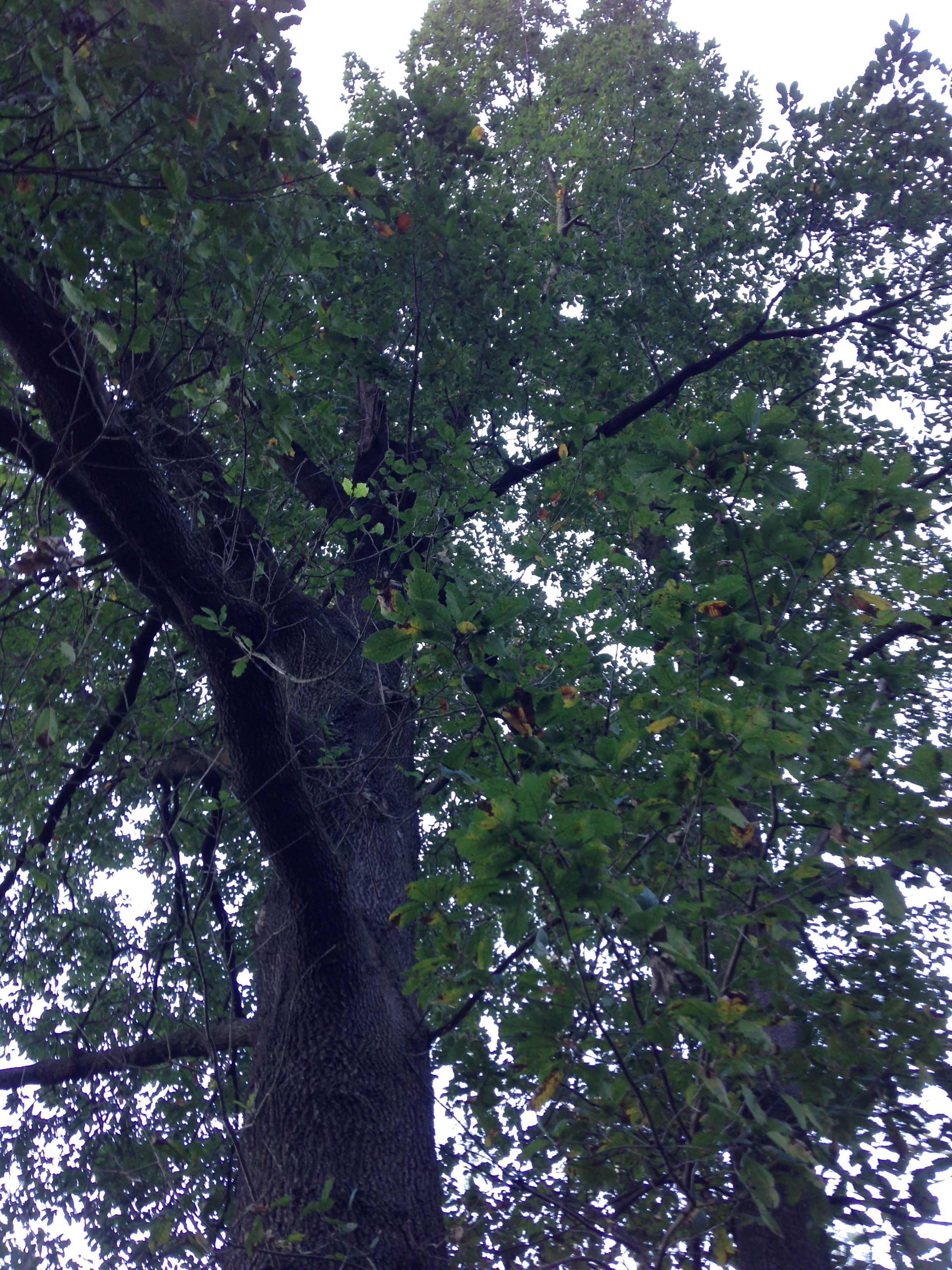
Copa del ejemplar

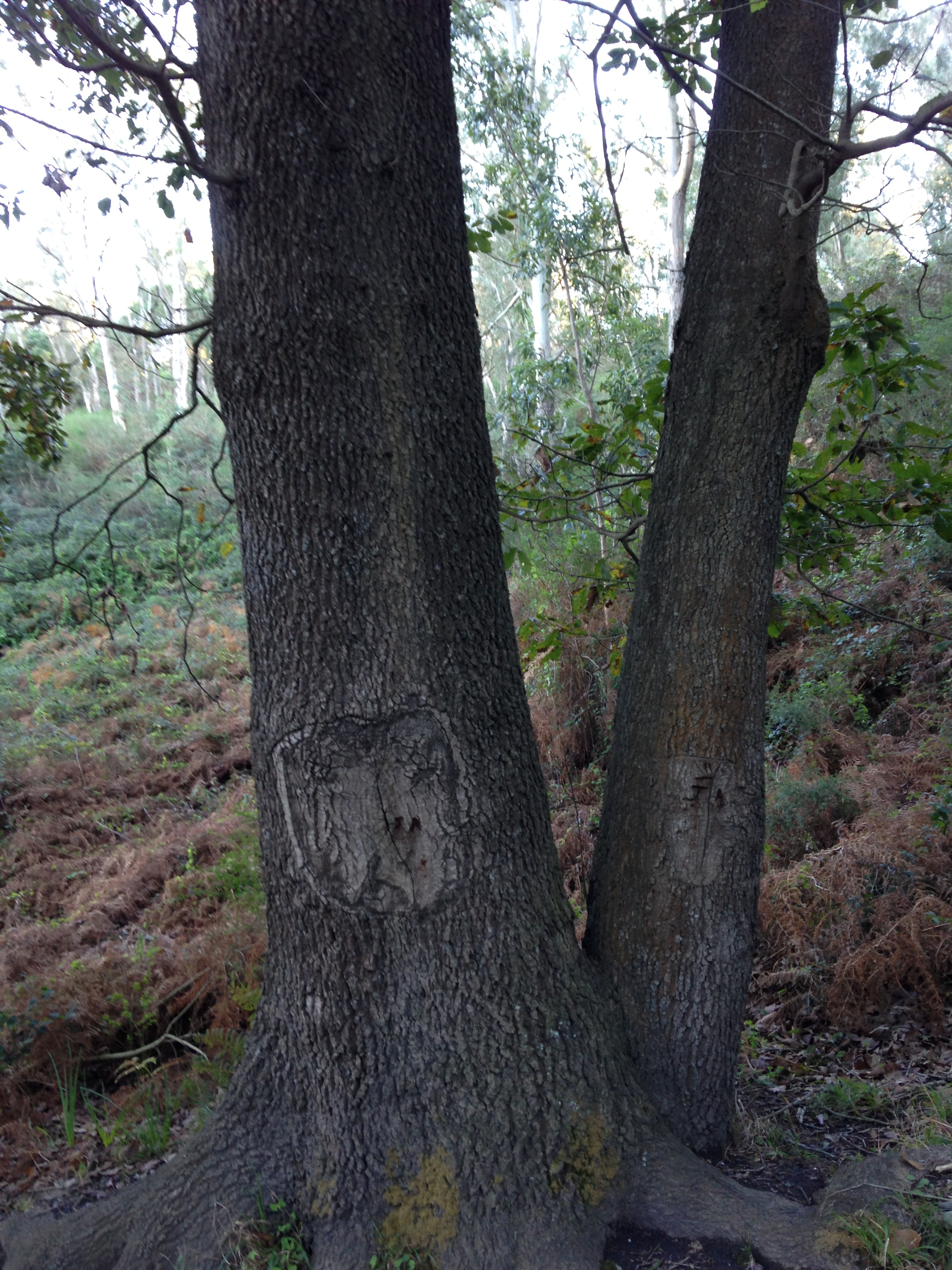
Detalle del tronco doble

Cuenta con más de 200 años de edad, mide 30 m de altura y 4,70 m de perímetro. Es un árbol autóctono, vestigio del antiguo robledal que allí existía. Comparte su hábitat con otras especies autóctonas como el Quercus suber, el Crataegus monogyna y el Chamaerops humilis. Se observa en las cercanías la regeneración natural del bosque con rodales jóvenes de esta especie. Está pendiente de que sea declarado Monumento Natural por la ciudad de Ceuta

## Localización
El acceso se realiza la torre Anyera o desde la torre de Aranguren, en un sendero que comunica las dos torres neomedievales paralelo a la carretera de Garcia Aldave, cerca del nacimiento del arroyo Calamocarro o fuente de los Generales. Sus coordenadas son: 35°53′57.31″N 5°22′15.81″O / 35.8992528, -5.3710583.